# Alpine (automóveis)

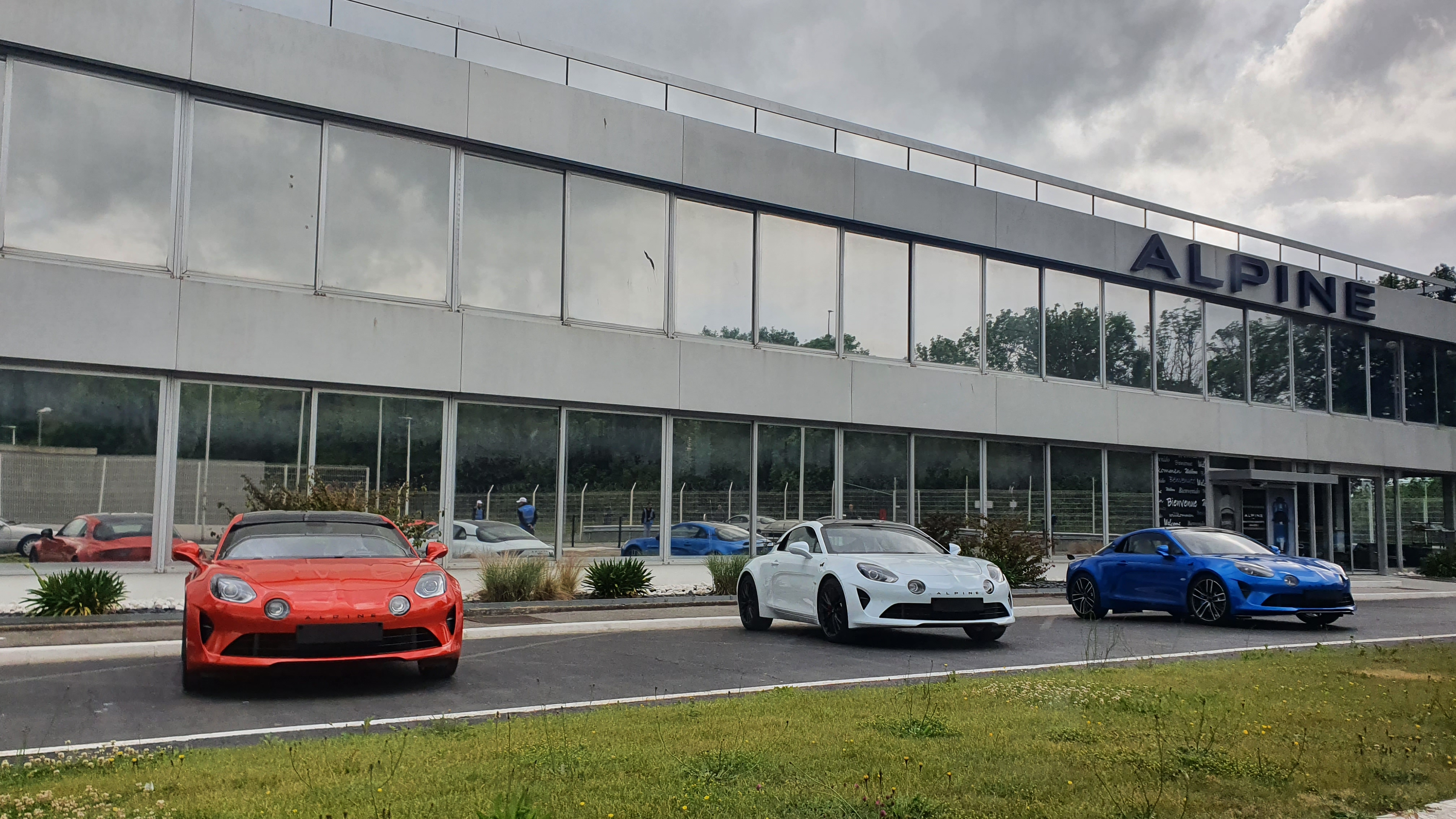

A Société des Automobiles Alpine SAS, comumente conhecida como Alpine, é uma fabricante francesa de carros esportivos e de corrida fundada em 1955. A marca de carros Alpine foi criada em 1954. Jean Rédélé, o fundador da Alpine, era originalmente um proprietário de garagem em Dieppe que começou a ter sucesso no automobilismo com um dos poucos carros franceses produzidos logo após a Segunda Guerra Mundial, o Renault 4CV. A empresa está intimamente ligada à Renault ao longo de sua história, e foi comprada por ela em 1973.
A Alpine tornou-se campeã mundial de rali em 1973 com o seu modelo mais famoso, o Alpine A110 (também conhecido como "Berlinette"). Um Alpine A442 venceu as 24 Horas de Le Mans em 1978. Essa foi provavelmente a última participação de um carro da Alpine em corridas, pois na época a empresa estava em fase de fusão com a Renault e o carro foi inscrito como um Renault-Alpine.
Com o tempo, a Alpine foi absorvida pela Renault. O último modelo produzido havia sido o A610, cuja produção foi interrompida em 1995. Desde então, a fábrica em Dieppe tornou-se conhecida como produtora de modelos esportivos da Renault e que poderia ser reativada para a produção de um novo modelo em 2007 ou 2008. Entretanto, somente em 2017, a marca Alpine foi relançada com o novo A110, baseado no A110 de 1973. O veículo é comercializado e não participa mais de corridas. O modelo possui um motor de 1.800 cilindradas com uma potência de aproximadamente 185 kw e 320 N-m de torque. Isso faz o veículo alcançar uma velocidade máxima de 250 km/h e uma aceleração de 0-100 km/h em aproximadamente 4,5s.
Em 2021, a equipe de Fórmula 1 da Renault foi rebatizada para Alpine F1 Team.

## Modelos

### Modelos atuais
- Alpine A110 (2017-presente)
- Alpine A290 (2024-presente)
- Alpine A390 (2025-presente)

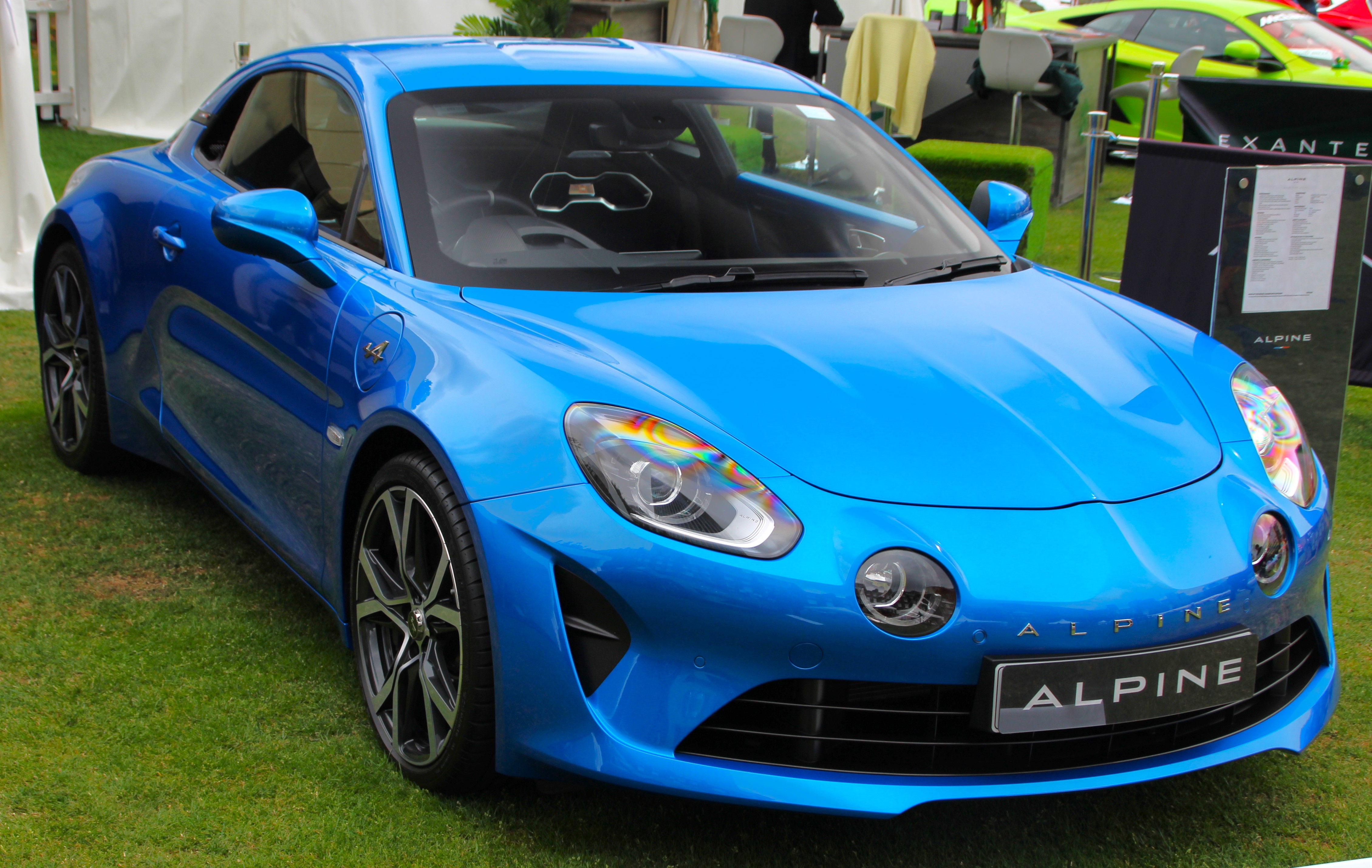
Alpine A110
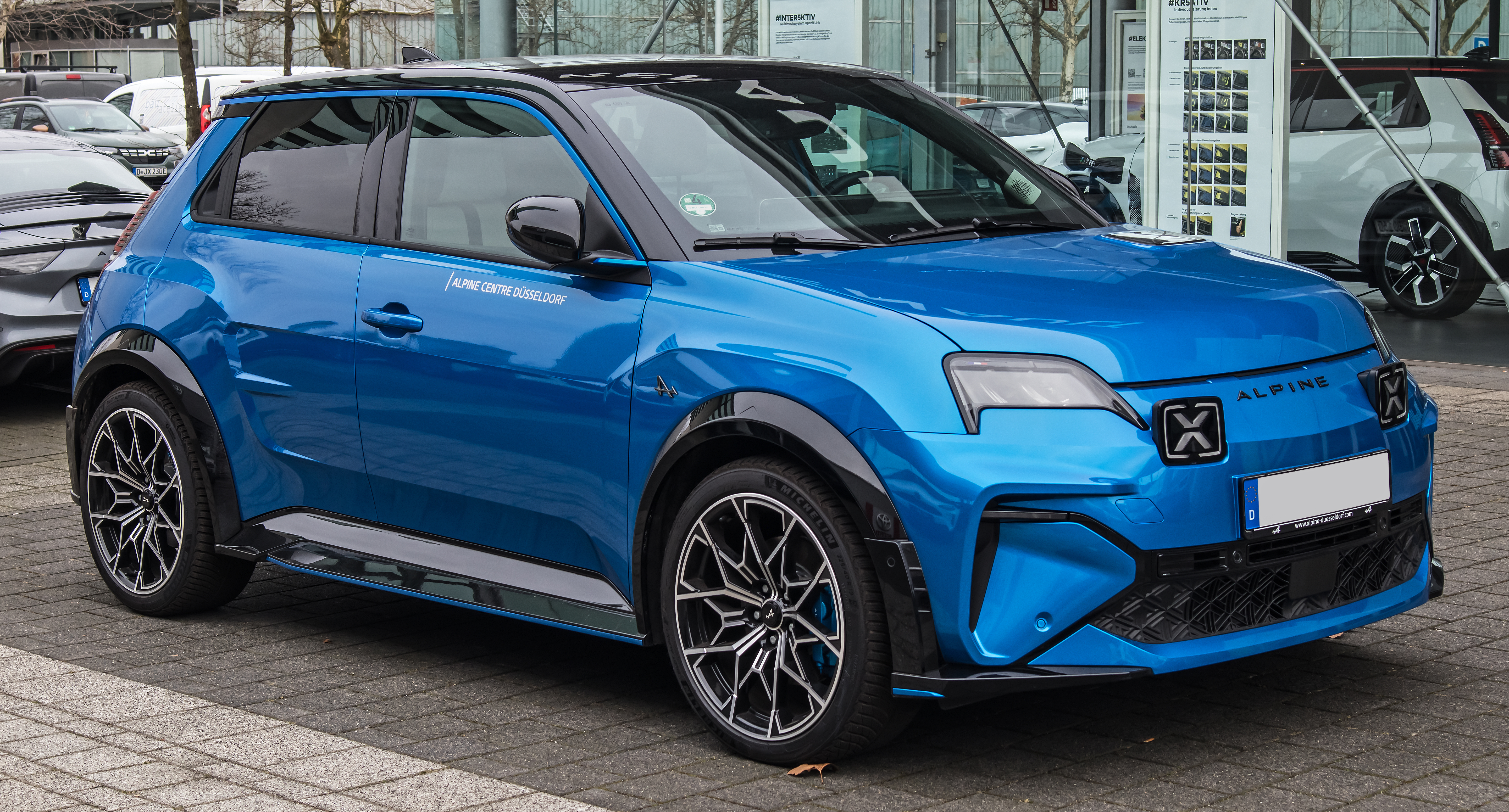
Alpine A290

### Modelos antigos
- Alpine A106 (1955-1961)
- Alpine A108 (1958-1965)
- Alpine A110 (1962-1977)
- Alpine GT4 (1963–1969)
- Alpine A310 (1971-1984)
- Alpine GTA  (1984-1991)
- Alpine A610 (1991-1995)

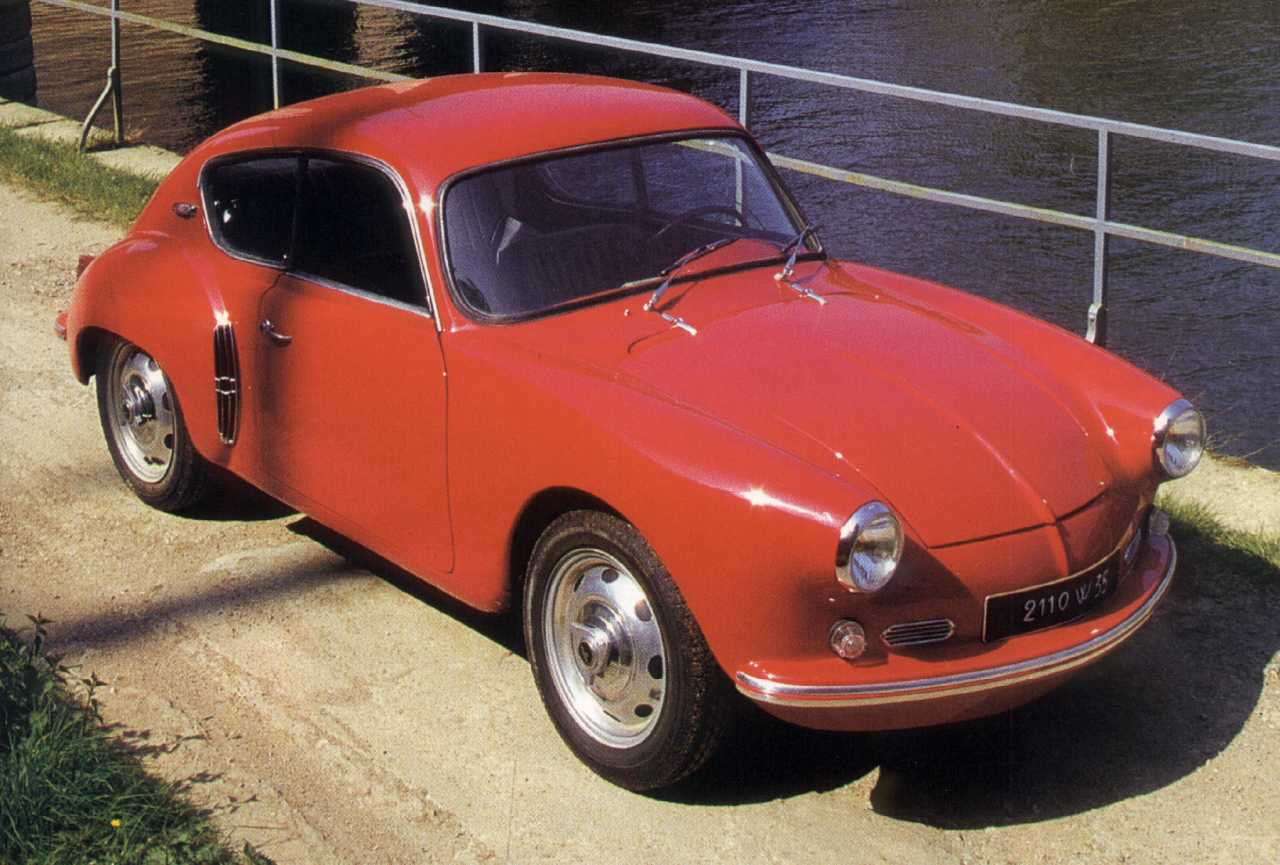
Alpine A106
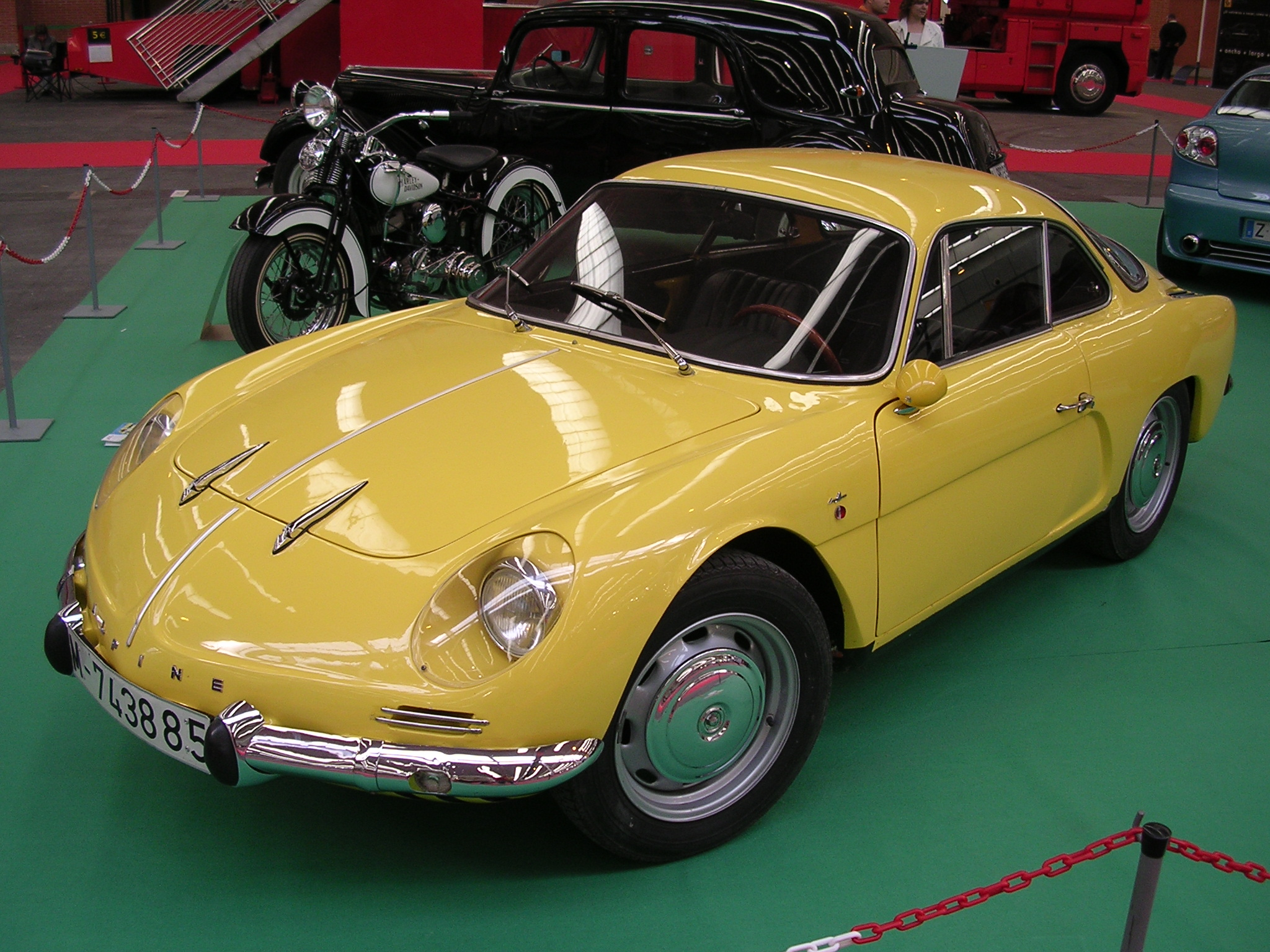
Alpine A108
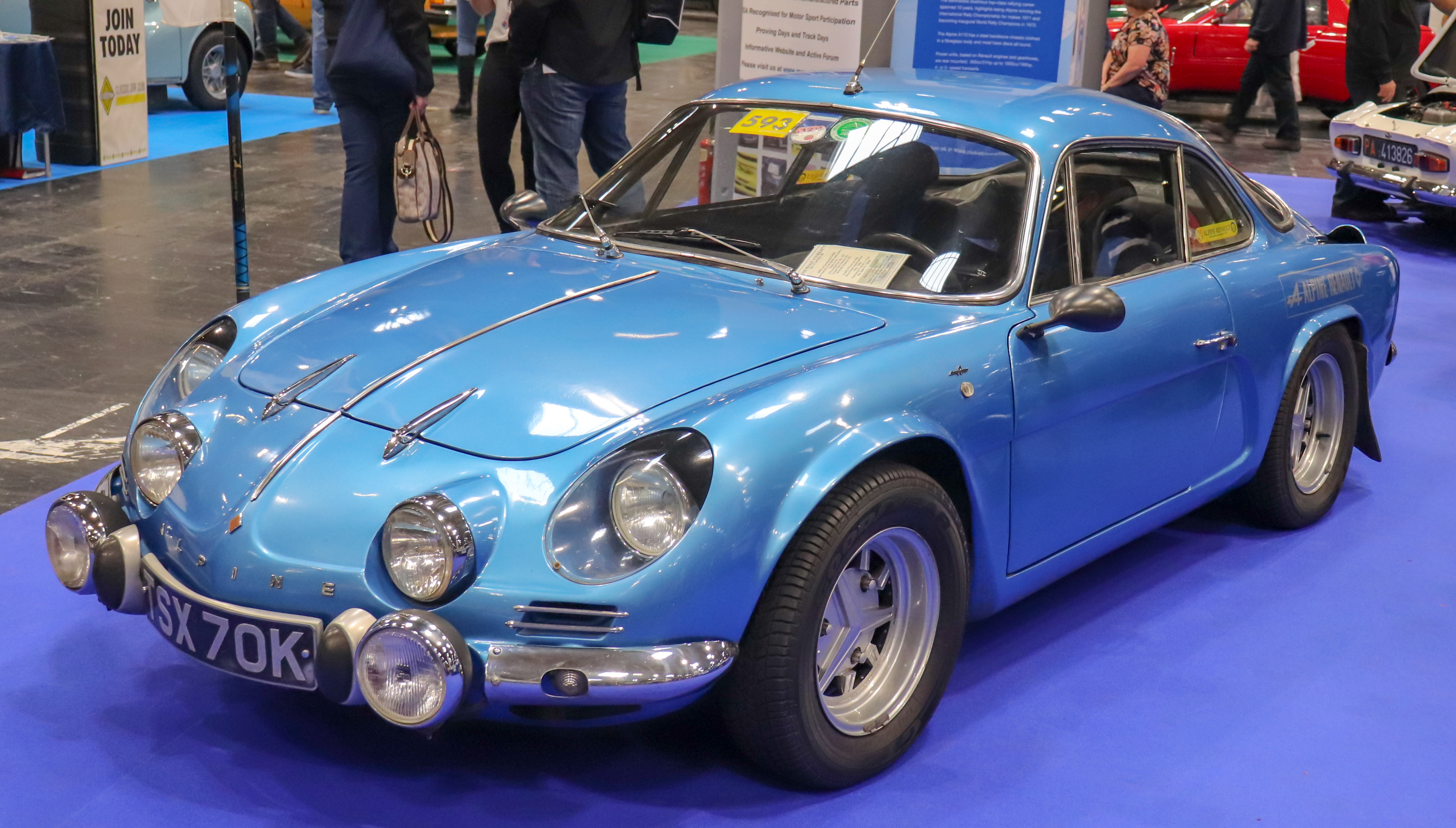
Alpine A110
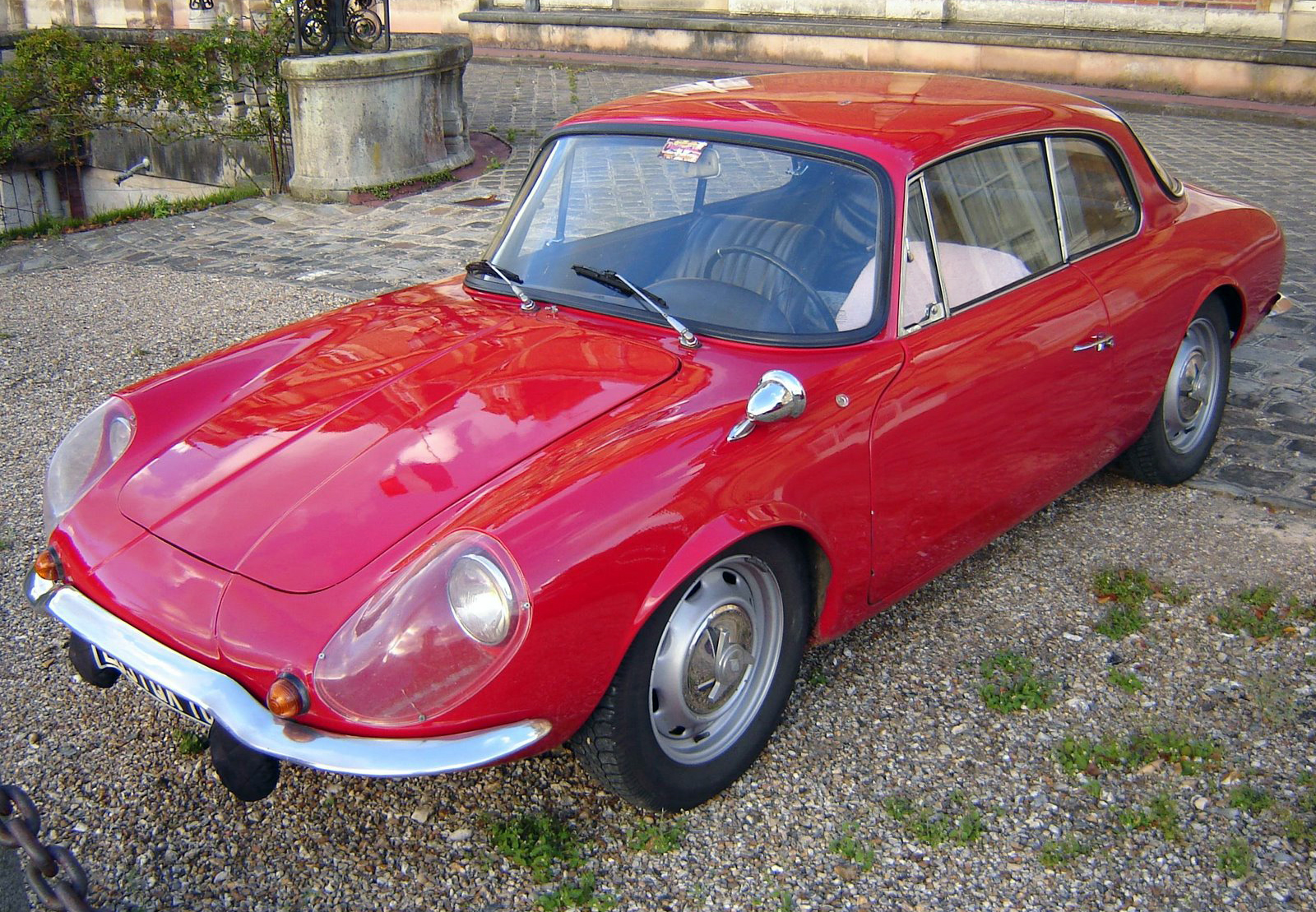
Alpine GT4
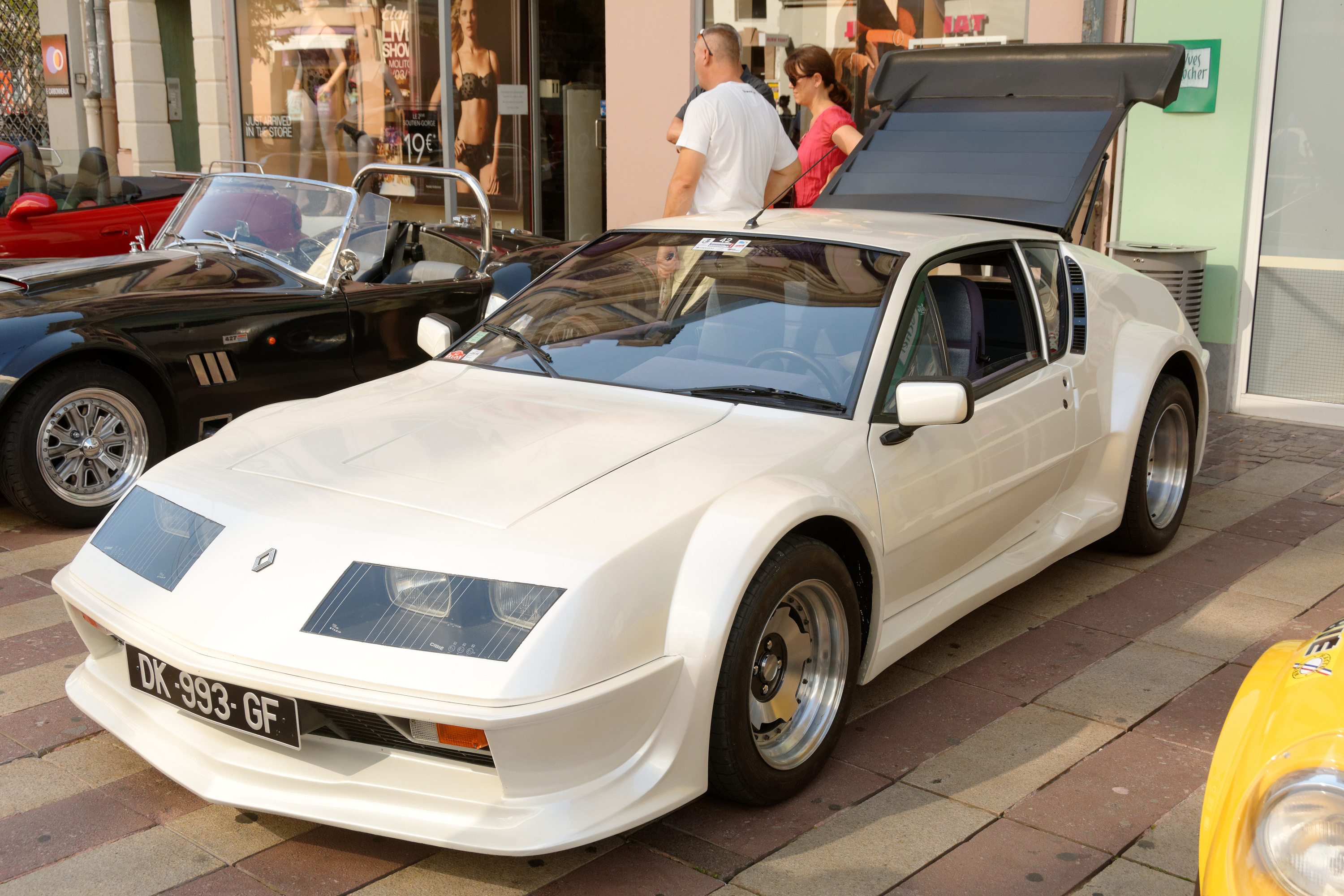
Alpine A310
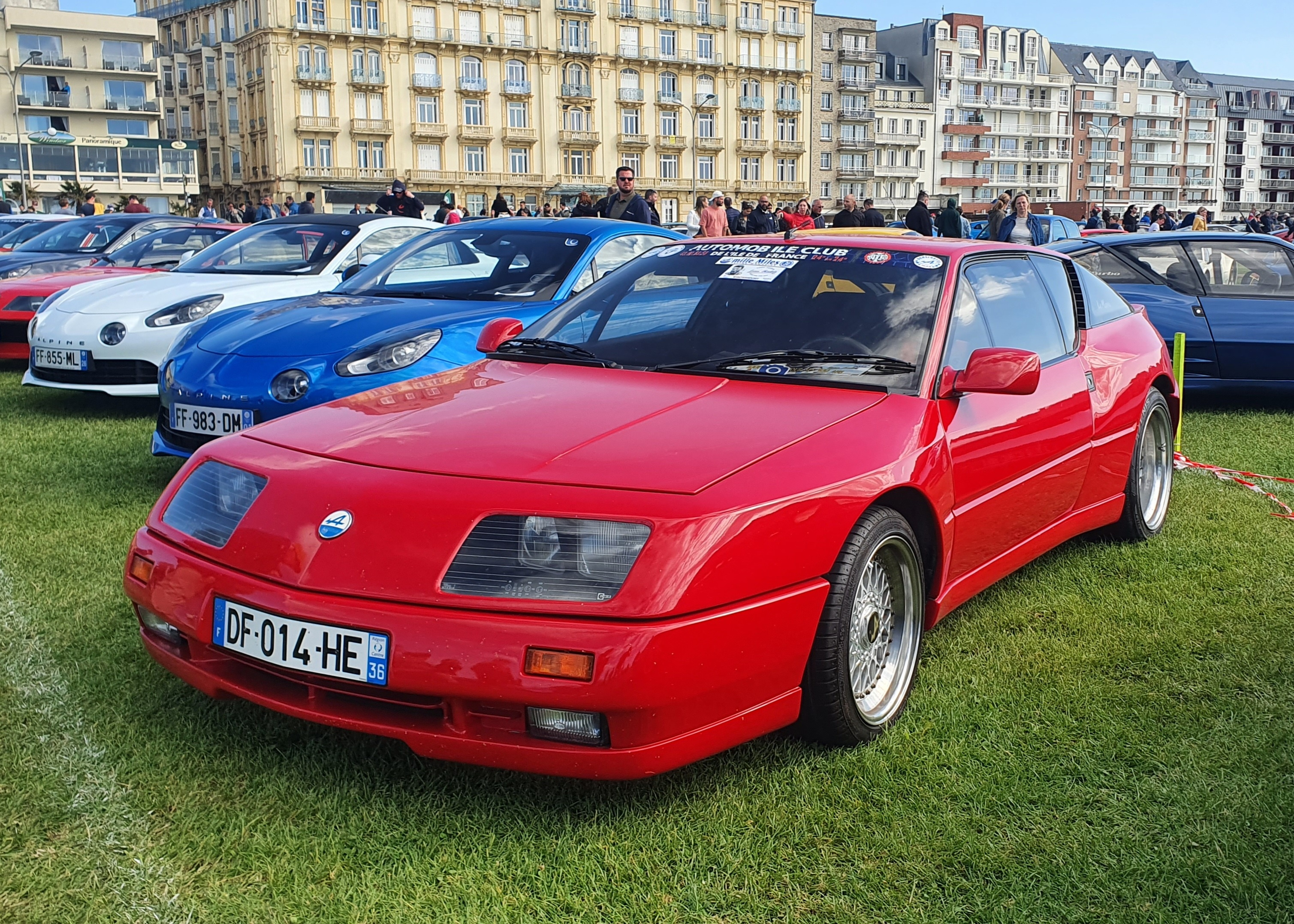
Alpine GTA
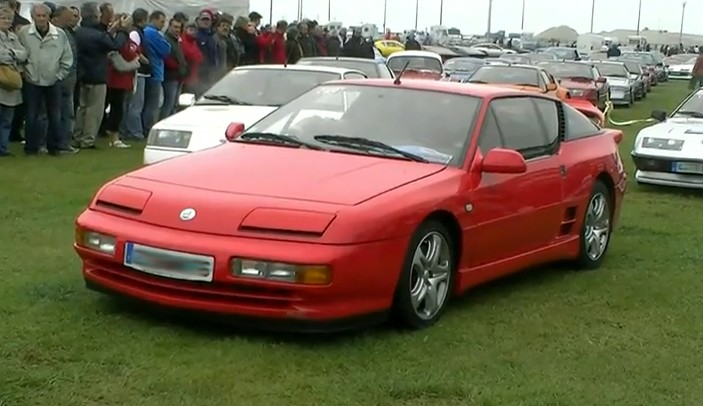
Alpine A610

### Carros conceito
- Renault Alpine A110-50 (2012)
- Alpine Vision Gran Turismo (2015)
- Alpine Vision (2016)
- Alpine Alpenglow (2022)
- Alpine A290_β (2023)
- Alpine A390_β (2024)

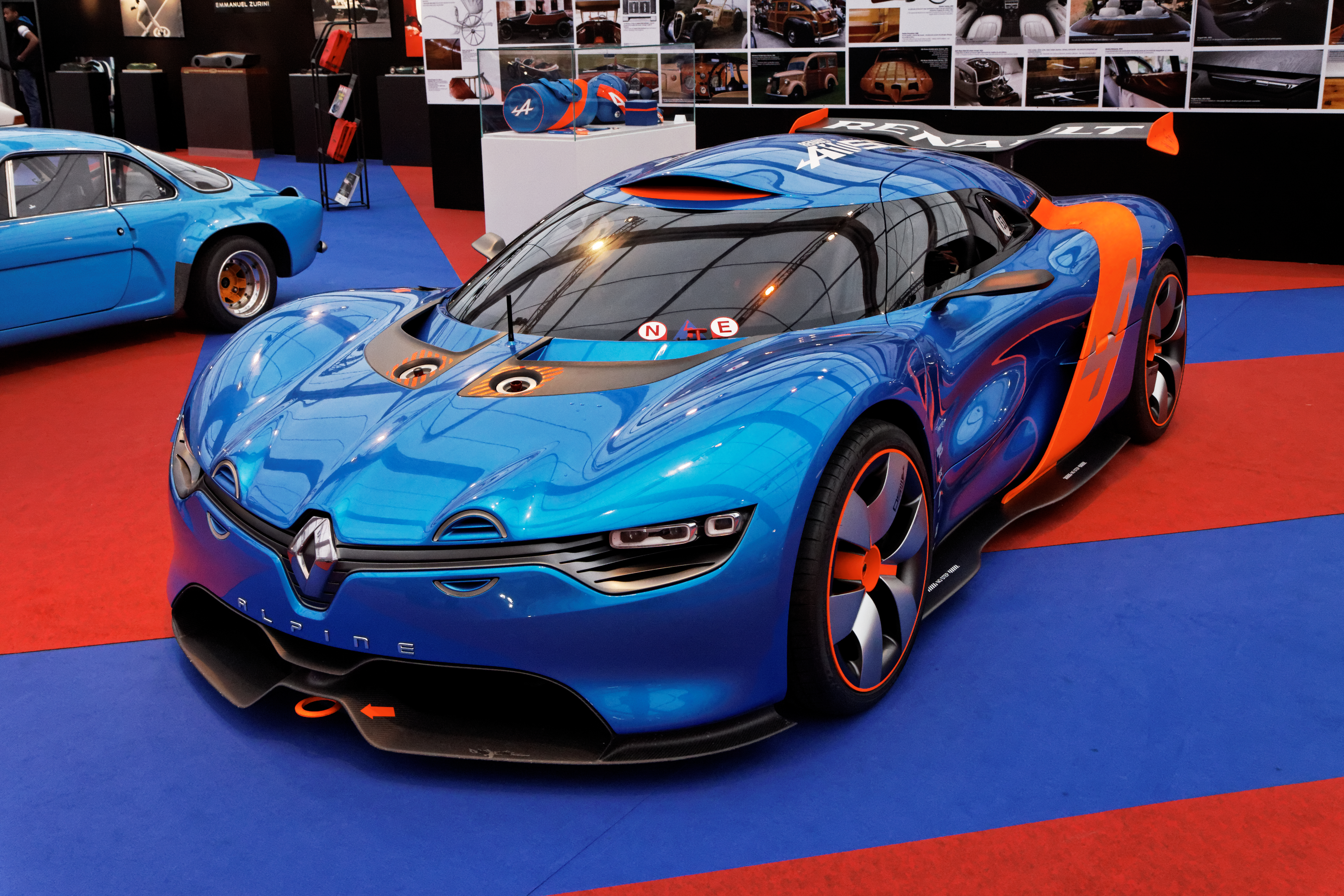
Renault Alpine A110-50
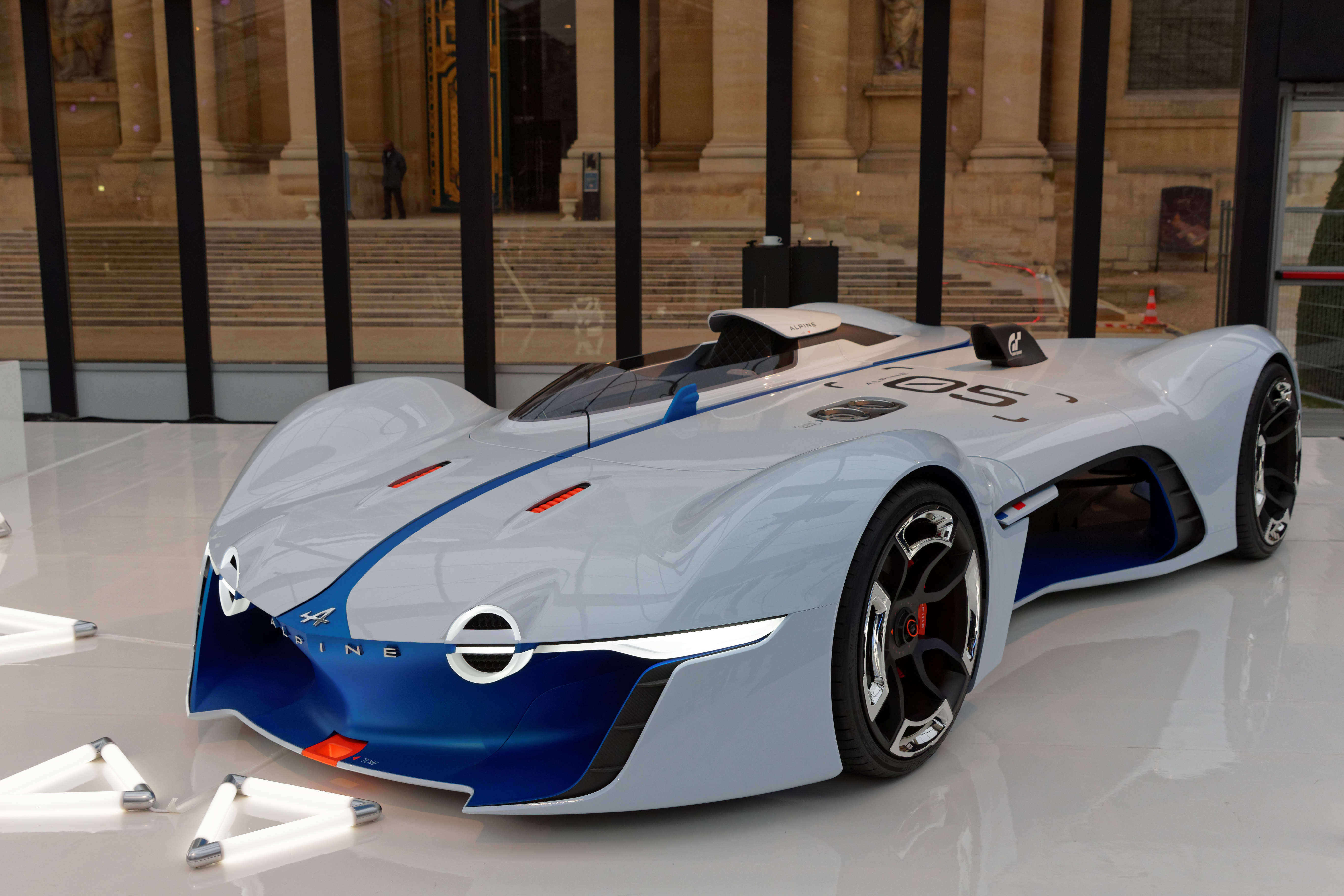
Alpine Vision Gran Turismo
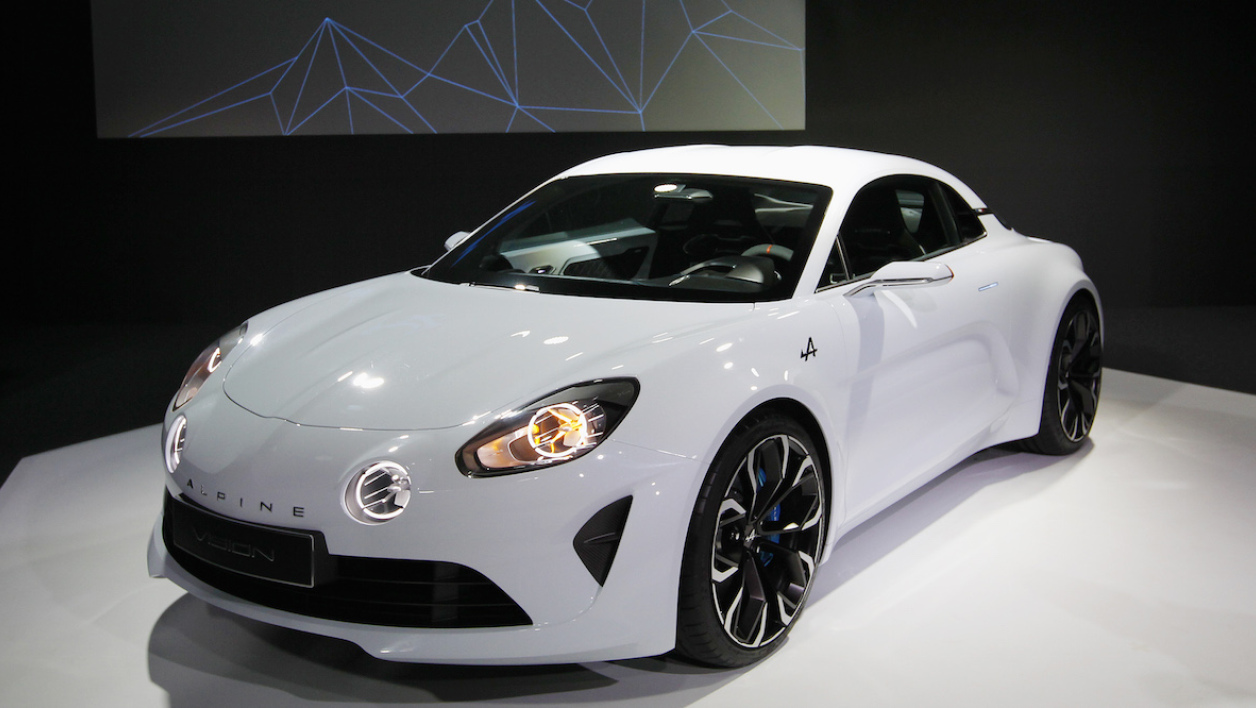
Alpine Vision
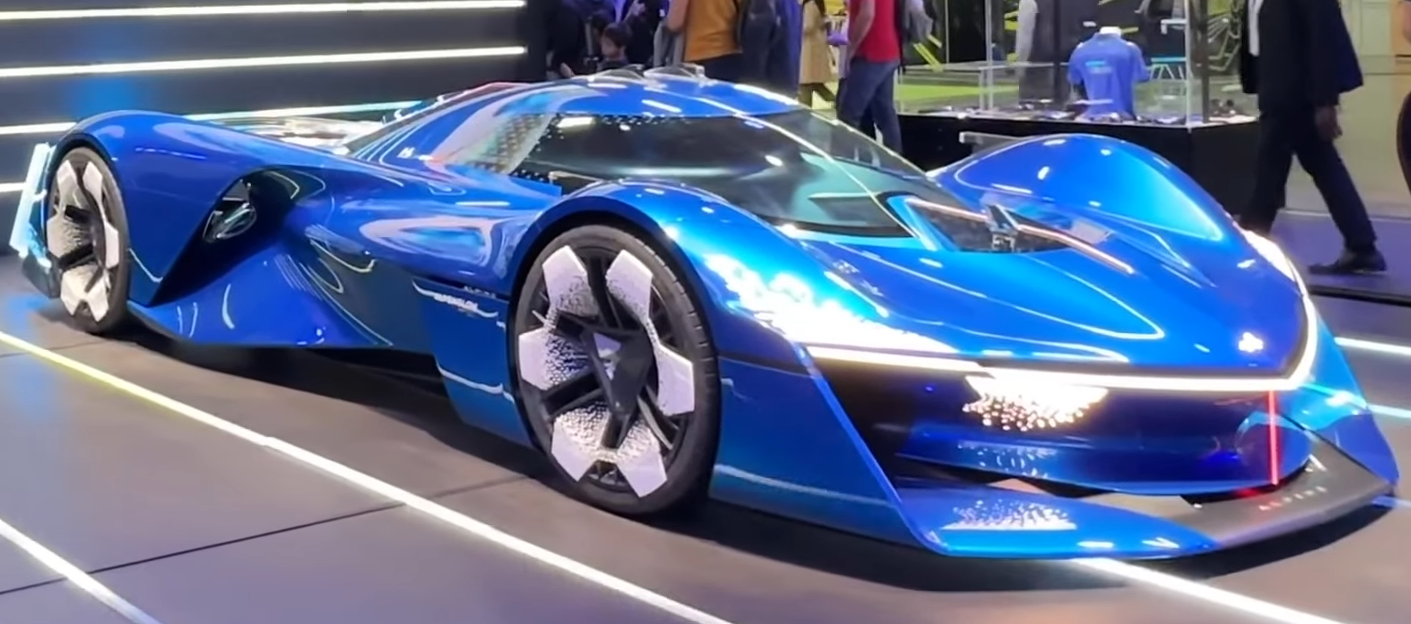
Alpine Alpenglow
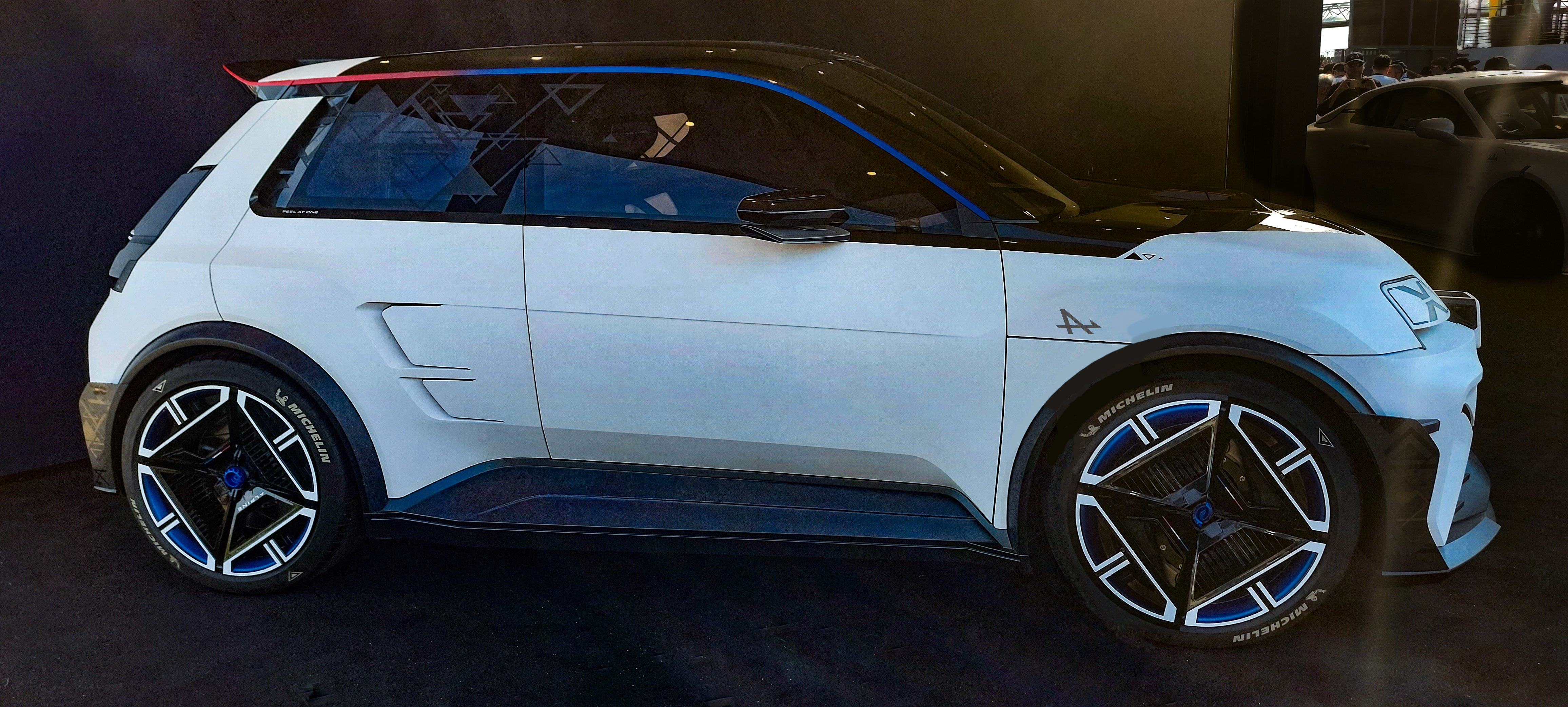
Alpine A290_β
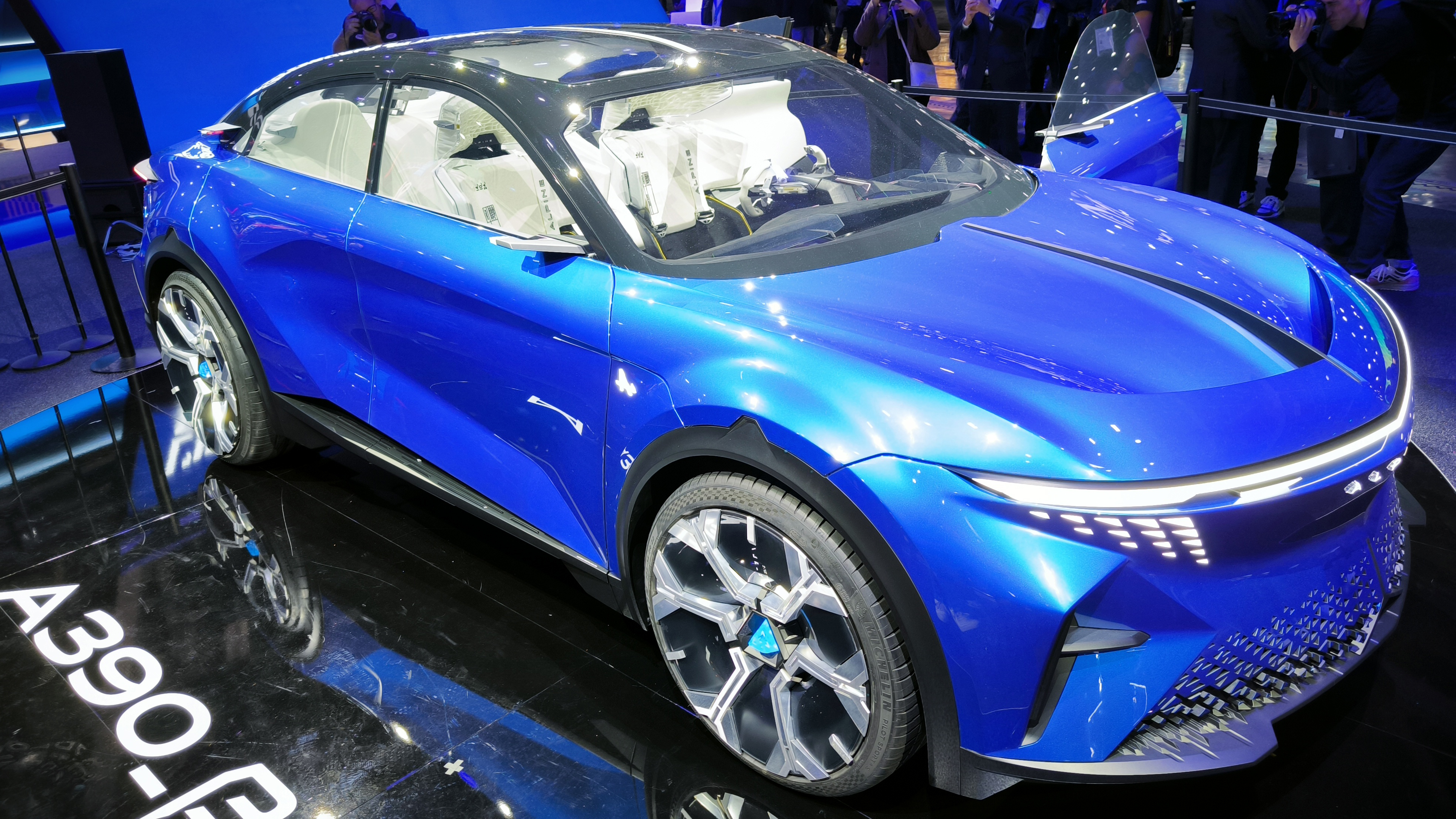
Alpine A390_β

## Prêmios

### Carro do ano na Europa
- 2025 – Alpine A290[7]